# روب فورمان ديو
روب فورمان ديو (بالإنجليزية: Robb Forman Dew)‏ هي كاتِبة أمريكية، ولدت في 26 أكتوبر 1946 في ماونت فرنون في الولايات المتحدة.